# Jared Harris
Jared Francis Harris (sinh ngày 24/8/1961) là nam diễn viên người Anh. Ông từng vào vai Lane Pryce trong bộ phim truyền hình "Mad Men", vai diễn mang về cho ông một đề cử giải Primetime Emmy ở hạng mục Nam phụ xuất sắc trong phim truyền hình. Ông cũng đóng các vai Vua George VI trong "The Crown", Anderson Dawes trong "The Expanse", thuyền trưởng Francis Crozier trong sê-ri "The Terror" và Valery Legasov trong phim "Chernobyl". Ở lĩnh vực điện ảnh, Harris đảm nhận vai phụ trong một số phim như "Mr. Deeds" (2002), "The Curious Case of Benjamin Button" (2008), "Sherlock Holmes: A Game of Shadows" (2011), "Lincoln" (2012) và "Allied" (2016).

## Đời tư
Harris kết hôn với Jacqueline Goldenberg năm 1989, ba năm sau đó, họ chia tay. Ngày 16/7/2005, Harris cưới diễn viên Emilia Fox, con gái của hai diễn viên Edward Fox và Joanna David. Tuy vậy tới tháng 1/2009, họ đã gửi đơn ly dị, thủ tục hoàn tất vào tháng 6/2010.
Tháng 4/2009, Harris bắt đầu gặp gỡ và quen biết MC truyền hình Allegra Riggio khi cả hai dự một câu lạc bộ diễn hài. Cả hai làm đám cưới vào ngày 9/11/2013 và hiện sống tại Los Angeles.

## Danh sách phim

### Điện ảnh
| Năm  | Tên                      | Vai           | Ct |
| ---- | ------------------------ | ------------- | -- |
| 1989 | The Rachel Papers        | Geoff         |    |
| 1992 | Far and Away             | Paddy         |    |
| 1992 | The Last of the Mohicans |               |    |
| 1992 | The Public Eye           | Danny         |    |
| 1994 | Natural Born Killers     |               |    |
| 1994 | Nadja                    | Edgar         |    |
| 1995 | Smoke                    | Jimmy Rose    |    |
| 1995 | Dead Man                 | Benmont Tench |    |
| 1995 | Blue in the Face         | Jimmy Rose    |    |
| 1995 | Tall Tale                |               |    |